# 空からこぼれた物語
『空からこぼれた物語』（そらからこぼれたストーリー）は、大石まさるによる日本の漫画作品。漫画雑誌『ヤングキングアワーズ』（少年画報社）に掲載されていた、オムニバス形式の漫画である。
いくつかの作品には近未来的な月面都市と長閑で牧歌的な田舎が混在しているが、これは現実の世界よりも宇宙開発に力を注いだパラレルワールドを舞台としているためである。この設定に沿った作品はいずれも都市的地区と田舎的地区の区別が非常にはっきりしており、関東地方でさえも北海道ないしはアメリカさながらな風景が広がっている。

## 掲載作品
さくらのうみ
OURS 1999年6月号掲載。カラー作品である。自由を追って旅を続ける男は、旅先の砂浜で犬を連れた少女と出会う。
LETTERS 〜茉莉の手紙〜
OURS 38号掲載。老いた郵便配達員である旭（あきら）のもとに、手紙を携えた女性・茉莉（まつり）が尋ねてくる。もはや時代の遺物である手紙での依頼を旭は不思議に思いながらも、久々の仕事に出かけてゆく。
水惑星年代記に続編が描かれている。
WATER 〜水/惑星〜
OURS 39号掲載。月面都市に住む少女・京子は飼っている金魚を自然に帰すために、1人で地球の川へと向かう。
夏色の銀輪
OURS 1998年8月号掲載。真夏の日差しの下を自転車に乗った男女2人の中学生が駆けてゆく。
Manta 〜帰還〜
OURS 1998年9月号掲載。外太陽系惑星の探査結果をひたすらに待ち続ける男。ロケットに乗っているのは、彼の「友達」だった。
DIARY 〜彼について〜
OURS 1998年10月号掲載。病魔により死の迫った少女は一人旅に出る。死に場所となりそうな河原で出会った者は……。
水惑星年代記に「彼」の外見等設定が引き継がれている。
鳥人
OURS 1999年3月号掲載。新任教師である竹島が教室で最初に見たのは、鳥のような翼をつけて屋上から飛び降りる小林教諭だった。
OUTER PILOT
OURS 1998年12月号掲載。旧型ロケットのパイロットであった初老の男性は、夜遅くの月面行き列車で家出少女に出くわした。
みやなのどんぐ 〜蒼〜
OURS 1999年1月号掲載。頑固だが自然を愛する祖父の元へ、思い出を回想しながら孫娘が訪れる。
T&T 〜ボクらの大遁走〜
OURS 1999年8月号掲載。トシとタカユキは林間学校を勝手に抜け出し、河原にあったボロ舟で海までの冒険に旅立つ。
はあるよこい
OURS 1999年2月号掲載。雪深い町に住む杏は豪快な癖毛をもっている。それをまとめるヘアチーフは、いない母のものである。
こねこしょったこ
OURS 1999年6月号掲載。初めてのおつかいに出た少女は、店員に話しかけられて思わず逃げ出してしまう。その先で見たものは、段ボールごと川に流される子猫だった。
流浪の民
描き下ろし。家も家族も失くし流浪する少女は、誰よりも自由に歩き続けていく。
続水惑星年代記の作中作として引き継がれている。

## 単行本
- 大石まさる『空からこぼれた物語』 少年画報社〈ヤングキングコミックス〉、全1巻
  1. 1999年11月1日初版 ISBN 4-7859-1942-6